# Call the Time Eternity
Call the Time Eternity – trzeci album studyjny amerykańskiego zespołu Tweaker, wydany 23 października 2013 roku przez Metropolis Records. W 2013 roku wydany został album And Then There’s Nothing, który zawiera zremiksowane utwory z Call the Time Eternity.

## Lista utworów
1. "Ponygrinder" - 4:16
2. "Nothing at All" (feat. Jessicka Addams) - 4:26
3. "A Bit Longer Than Usual" - 4:13
4. "Areas of the Brain" - 4:33
5. "Hoarding Granules" - 3:04
6. "Getting Through Many a Bad Night" - 2:12
7. "Grounded" (feat. kaRIN) - 5:08
8. "This is Ridiculous" - 2:14
9. "I Don’t Care Anymore" - 4:18
10. "Wasted Time" - 2:46
11. "Fine" (feat. Abhorrent Derelict) - 3:42